# Dodola (distrikt)
Dodola är ett distrikt i Etiopien.   Det ligger i regionen Oromia, i den centrala delen av landet, 250 km söder om huvudstaden Addis Abeba. Dodola gränsar till Kofele.